# Fouad Siniora
Fouad Siniora (aussi retranscrit par Fuad Siniora, Fouad Sanioura, Fouad Seniora ; arabe : فؤاد السنيورة), né le 14 avril 1943 à Sidon, est un homme d'État libanais. Il a été président du Conseil du 19 juillet 2005 au 9 novembre 2009.
Il est accusé d’avoir détourné 11 milliards de dollars lorsqu’il était au pouvoir. L'instruction est cependant suspendue, dans un pays où les sensibilités confessionnelles sont vives.

## Origine et carrière financière
Siniora est né dans une famille sunnite de Sidon en 1943. Diplômé en économie de l'Université américaine de Beyrouth (AUB) où il a été professeur dans les années 1970. Pendant la même période, il a travaillé dans le secteur bancaire chez Citibank. Siniora a également été à la tête du comité d'audit de la banque centrale du Liban.
Siniora était un ami d'enfance de l'ancien premier ministre Rafiq Hariri assassiné en 2005. En 1982, il rejoint l'empire commercial en pleine expansion de Hariri et devient un important dirigeant du groupe.

## Débuts en politique
Grâce à sa proximité de Rafiq Hariri, il a été ministre d’État aux affaires financières entre 1992 et 1998 puis ministre des Finances entre 2000 et 2004. Il a été accusé d'affaires de corruption et de détournement d'argent public.
En 1998, il a été accusé de corruption et de destruction de documents dans ce qui a été considéré comme un des conflits entre le président de la République nouvellement élu, Émile Lahoud, et Hariri.
Après la victoire d'Hariri en 2000 et son retour au pouvoir, Siniora est nommé à nouveau ministre et a été immédiatement blanchi des accusations de corruption lancées contre lui. En 2002, Siniora introduit une réforme fiscale majeure en réduisant les taxes douanières et en les remplaçant par une TVA de 10 %.
Siniora a été le principal artisan de la conférence de Paris II en novembre 2002 tenue sous les auspices de Jacques Chirac et qui a permis au Liban de recevoir 2,6 milliards de dollars de prêts.
C'est lors de son passage au ministère des Finances que la dette publique du Liban a explosé.

## Président du Conseil
À la suite de la « Révolution du cèdre » et de la victoire de l'Alliance du 14 Mars aux élections de mai-juin 2005, Fouad Siniora est chargé par le Parlement de former un nouveau gouvernement le 30 juin 2005. Il démissionne alors de son poste de PDG du groupe Méditerranée (un holding bancaire contrôlé par la famille Hariri). Après de laborieuses négociations avec le président Lahoud, Fouad Siniora arrive à former un gouvernement le 19 juillet 2005. C'est le premier gouvernement formé après le retrait des militaires syriens et le premier qui comprend des membres du Hezbollah. À l'exception du bloc du général Michel Aoun, la plupart des courants politiques sont représentés (liste des ministres).
Selon Seymour Hersh dans un article publié dans The New Yorker, les États-Unis versent des fonds au gouvernement libanais du président du Conseil, Fouad Siniora, tout en sachant qu’une partie de ces sommes allait au groupe palestinien du Fatah Al-Islam afin de créer des conflits entre sunnites et chiites du Liban. Cet article a été publié dans le New Yorker près de deux mois avant les affrontements entre le Fatah Al-Islam et l’armée libanaise au Camp de réfugiés palestiniens de Nahr el-Bared.

## Crise de2007-2008
Le 11 novembre 2006, six ministres du gouvernement, représentant le président Émile Lahoud, le Hezbollah et Amal, démissionnent. Le pays est par la suite plongé dans une grande crise constitutionnelle, les partis d'opposition dénonçant la non-constitutionnalité du gouvernement, ne respectant plus la représentativité multi-confessionnelle au Liban alors que l'Alliance du 14 Mars insiste à reconnaitre sa légitimité.
Cette crise s'inscrit parallèlement aux tractations sur la création d'un Tribunal international des Nations unies pour le Liban sur la série d'attentats et d'assassinats survenus depuis le 1er octobre 2004.
À la suite de l'échec de l'élection par le Parlement libanais d'un successeur à Émile Lahoud à la présidence de la République, les pouvoirs présidentiels ont été transférés par intérim au Conseil des ministres présidé par Siniora, conformément à la Constitution. Cependant, l'opposition continue de contester la légitimité du gouvernement Siniora et de ce fait, refuse de reconnaître son rôle présidentiel intérimaire.
En décembre 2006, le gouvernement est confronté à des manifestations où les partis d'opposition chiites, Hezbollah et Amal, sont rejoints par les partisans du général Michel Aoun. Le Hezbollah lance une grève générale le 23 janvier 2007 et, le 25, une querelle entre étudiants déclenche une fusillade à l'université arabe de Beyrouth. L'armée intervient pour rétablir le calme.

## Accords de Doha et gouvernement Siniora 2
Le 25 mai 2008 le gouvernement Siniora a démissionné après l'élection du nouveau président de la République, le général Michel Sleiman.
Le 28 mai 2008, Siniora a été ré-investi en tant que président du Conseil pour la 2e fois à la suite après avoir obtenu 68 votes contre 59 qui ont soit nommé quelqu'un d'autre ou n'ont nommé personne, et il formera un gouvernement de 30 ministres dont 16 appartiennent à la majorité, 11 à l'opposition et 3 ministres pour le président de la République, conformément aux accords de Doha. Il resta en place jusqu'aux élections parlementaires de 2009, après lesquelles il fut remplacé par Saad Hariri (gouvernement Hariri formé le 9 novembre 2009).